# Les Esseintes
Les Esseintes es una comuna francesa situada en el departamento de Gironda, en la región de Nueva Aquitania.

## Demografía
| 227 | 234 | 201 | 174 | 194 | 218 | 239 |
| Para los censos de 1962 a 1999 la población legal corresponde a la población sin duplicidades (Fuente: INSEE [Consultar]) |     |     |     |     |     |     |